# Gebirgs-Hahnenfuß
Der Gebirgs-Hahnenfuß (Ranunculus breyninus), auch Vorland-Berg-Hahnenfuß und in Österreich auch Rax-Hahnenfuß genannt, ist eine Pflanzenart aus der Gattung der Hahnenfuß (Ranunculus).

## Beschreibung
Der Gebirgs-Hahnenfuß wächst als überwinternd grüne, ausdauernde krautige Pflanze und erreicht Wuchshöhen zwischen meist 5 und 15, selten bis zu 50 Zentimetern. Das dünne, walzenförmige Rhizom ist im oberen Teil büschelartig dicht behaart; die Wurzeln sind dünn. Der Stängel ist aufrecht, meist unverzweigt.

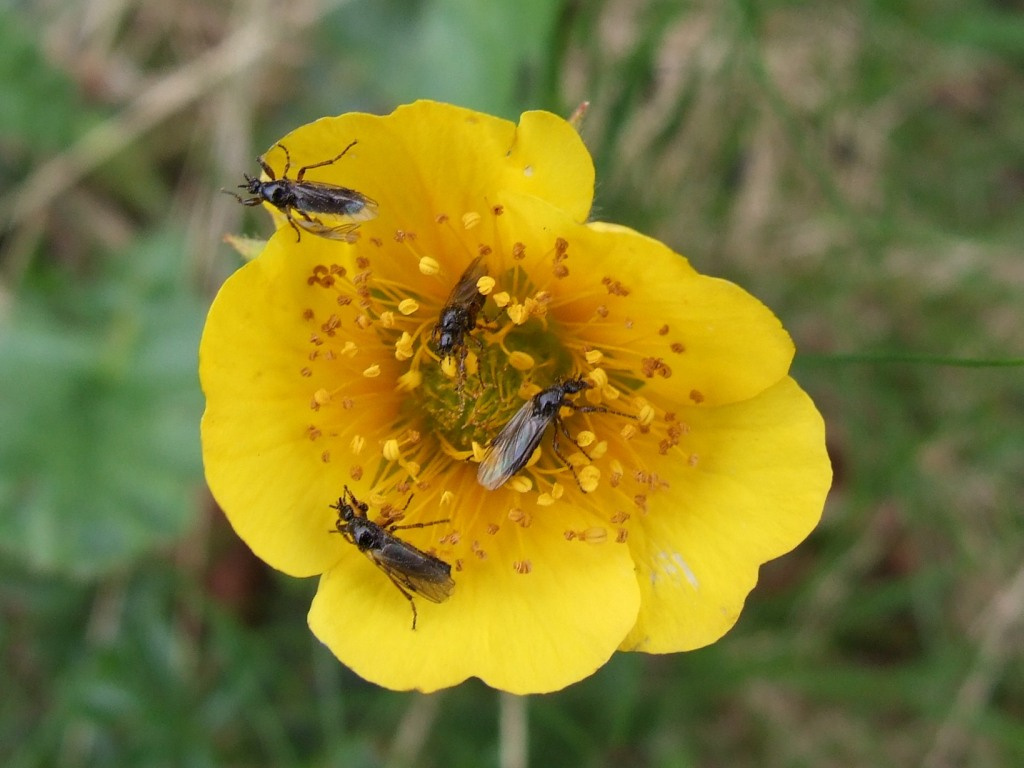
Blüte mit den vielen Staubblättern

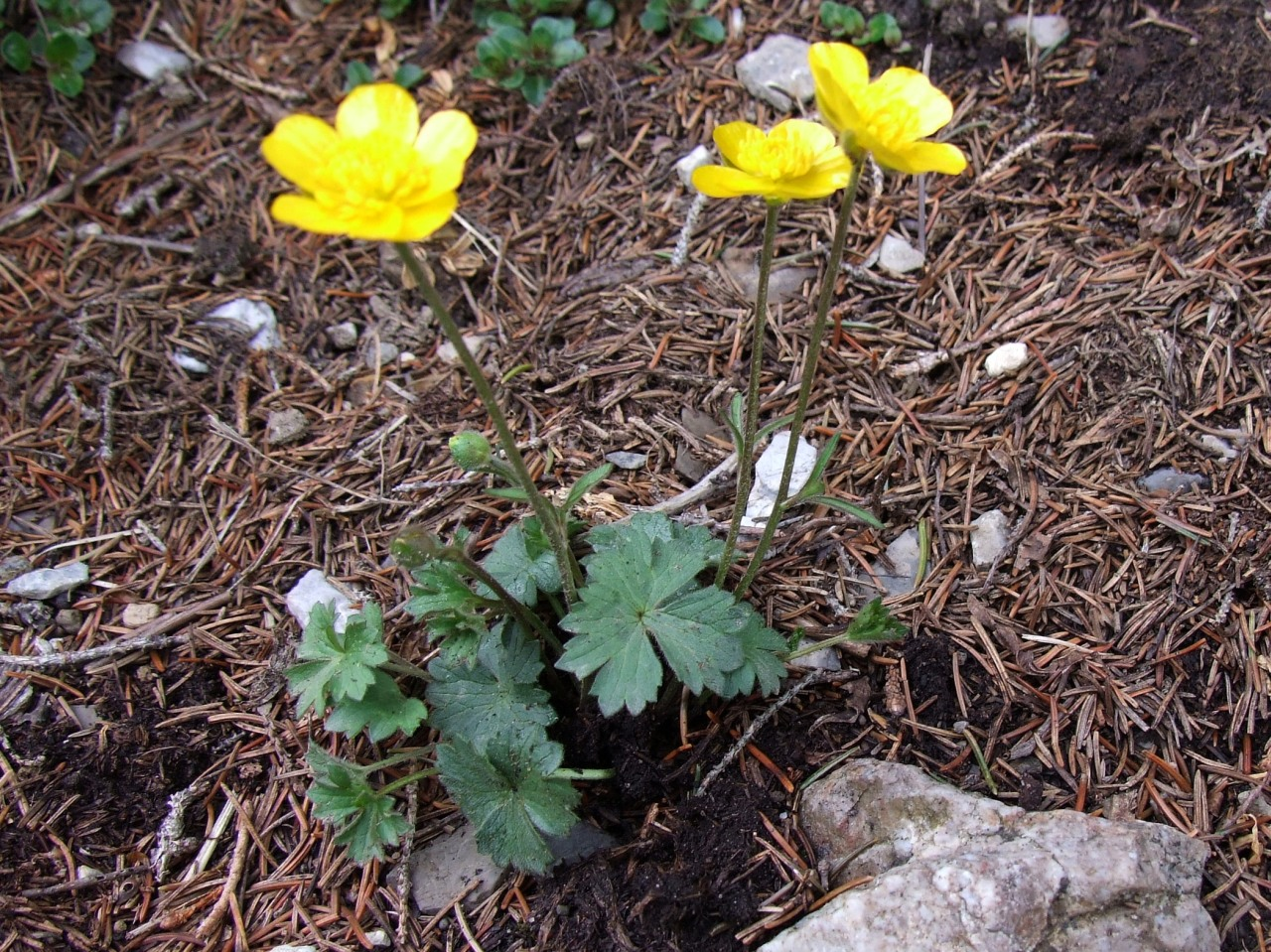
Habitus, Laubblätter und Blüten

Die Laubblätter sind sowohl grundständig als auch am Stängel verteilt angeordnet. Die grundständigen Laubblätter besitzen eine bis fast bis zum Grund dreiteilige Blattspreite, die anfangs gefaltet sowie nach unten geknickt ist; sie ist matt, anliegend behaart und besitzt einen scharf zugespitzt gezähnten Blattrand. Die sitzenden, relativ kleinen Stängelblätter sind behaart und bis zum Grund in drei bis fünf schmal linealische, zipfelartige, höchstens 2 cm lange Abschnitte geteilt.
Die Blütezeit reicht von Mai bis Juli. Die runden Blütenstiele sind anliegend behaart. Die ein bis fünf Blüten besitzen einen Durchmesser von 12 bis 25 Millimetern. Der Blütenboden ist überall dicht behaart. Die kronblattähnlichen Nektarblätter sind gelb und 8 bis 15 Millimeter lang. Die Ansatzstellen der Staubfäden sind behaart.
Jede Sammelfrucht enthält 35 bis 70 Nüsschen, die einen kurzen, angedrückten Fruchtschnabel besitzen.
Die Chromosomenzahl beträgt 2n = 16.

## Vorkommen
Der Gebirgs-Hahnenfuß ist eine mittel- und südeuropäische Gebirgspflanze. Sein Vorkommen umfasst den Kaukasus, die Krim, Transsilvanien, die Karpaten, Bosnien, Istrien, die Alpen einschließlich der Alpenvorland, den Jura, den Apennin, Korsika und die Pyrenäen.
Der Gebirgs-Hahnenfuß wächst in der alpinen und subalpinen Höhenstufe in sonnigen Steinrasen- und Steinschutt-Gesellschaften auf meist kalkhaltigen Steinschutt-Böden. Er ist in den Alpen eine Kennart des Verbands Thlaspion rotundifolii, gedeiht aber in tieferen Lagen in Seslerio-Mesobromion-Gesellschaften, seltener auch im lichten Laubwald.
In den Allgäuer Alpen steigt er am Gipfel des Kreuzeck in Bayern bis zu 2370 m Meereshöhe auf.
Die ökologischen Zeigerwerte nach Landolt et al. 2010 sind in der Schweiz: Feuchtezahl F = 2+ (frisch), Lichtzahl L = 4 (hell), Reaktionszahl R = 5 (basisch), Temperaturzahl T = 2+ (unter-subalpin und ober-montan), Nährstoffzahl N = 2 (nährstoffarm), Kontinentalitätszahl K = 4 (subkontinental).

## Gefährdung
Der Gebirgs-Hahnenfuß ist in Baden-Württemberg durch Intensivierung von Land- und Forstwirtschaft gefährdet. M.Nebel (1993) berichtet: Da keine Mühe gescheut wird, mit allen Mitteln diese letzten lichten und teilweise völlig baumfreien Flächen, auf denen sich bis jetzt noch Glazialrelikte ... halten konnten, einen mit Sicherheit allenfalls minimalen Nutzen abzuringen, müssen Schutzüberlegungen und -bemühungen auch solche bislang ungefährdet scheinende Bestände erfassen.

## Taxonomie
Die Erstveröffentlichung von Ranunculus breyninus erfolgte 1763 durch Heinrich Johann Nepomuk von Crantz in Stirpium Austriarum Fasciculus II, 2. Auflage, S. 91. Ranunculus breyninus wurde zuerst von Heinrich Johann Nepomuk von Crantz beim Dorf Prein in der Raxalpe in Österreich gefunden und nach diesem Dorf benannt, aber in der Erstveröffentlichung „Breyn“ geschrieben. Synonyme für Ranunculus breyninus Crantz sind: Ranunculus oreophilus M.Bieb., Ranunculus hornschuchii Hoppe, Ranunculus montanus subsp. hornschuchii (Hoppe) Hegi, Ranunculus polyanthemos subsp. breyninus Crantz.